# Lanfranco Cirillo
Lanfranco Cirillo (né le 30 mai 1959 à Trévise, Vénétie) est un architecte russe d'origine italienne, résidant à Moscou et à Dubaï.
Il est le fondateur et le propriétaire du cabinet d'architecture Masterskaya à Moscou.
En 2014, il a obtenu la citoyenneté russe après plus de 20 ans de séjour dans le pays.

## Enfance
Lanfranco Cirillo est né à Trévise. Son père Enrico était un officier haut gradé au sein de l'armée italienne et Lanfranco a été formé entre Trévise et Venise.
Après ses études, il a ouvert un atelier à Budapest à la fin des années 1980, puis à Tachkent, avant de s'installer à Moscou au début des années 1990.

## Esprit d’entreprise

### Cabinet d'architecture Masterskaya
En 1995, Cirillo ouvre son cabinet d'architecture sur l'Arbat, dans le centre historique de Moscou.
Dans l'édition spéciale "Russia-Italia" du magazine économique Milano Finanza International, Cirillo a indiqué que, après un an d'activité, il avait déjà gagné 15 millions de dollars américains. Par la suite, le chiffre d'affaires annuel de Masterskaya se situait entre 30 et 40 millions de dollars. Parmi les clients de Masterskaya figurait pratiquement toute la nomenklatura russe. Alors qu'en 2012, l'entreprise de Cirillo indiquait employer plus de cent personnes, dont 120 designers, une publication de 2014 faisait déjà état d'un "millier de collaborateurs et d'un chiffre d'affaires annuel de plusieurs centaines de millions".
En tant qu'architecte, décorateur d'intérieur et "professeur de style de vie des nouveaux riches", il a construit et aménagé des datchas et des villas et a compté parmi ses clients 44 milliardaires russes figurant au classement Forbes. Il a travaillé pour eux à Saint-Pétersbourg, Londres, Paris, dans différentes stations balnéaires et surtout à la Roublevka, un quartier résidentiel de l'ouest de Moscou.
En 2016, la société Masterskaya de Cirillo s’est hissée jusqu’à la phase finale du concours d'architecture pour la conception du nouveau centre parlementaire de Moscou. Selon le plan, le complexe devait réunir les bâtiments de la Douma d'État et du Conseil de la fédération et être situé à proximité de la plaine alluviale de Mnevnikovskaya à Moscou. L'idée du centre parlementaire a finalement été abandonnée.
Cirillo a capté l'attention internationale en tant qu'architecte lorsque l'opposant russe Alexei Navalny a publié début 2021 une vidéo YouTube sur le prétendu "nouveau Versailles" du président Poutine,,. La presse a spéculé que la publicité faite par Cirillo avait attiré l'attention des autorités fiscales italiennes sur lui. Depuis 2022, Cirillo fait l'objet d'une enquête pour des infractions fiscales commises en Italie entre 2013 et 2019, et des avoirs d'une valeur de 141 millions d'euros ont été saisis chez lui dans le cadre de cette enquête.
Selon les médias, Cirillo s'est dit surpris de devoir faire face à un tel conflit après avoir vécu et travaillé en Russie pendant plus de 20 ans. Dans une interview, il a déclaré : "Je suis fier d'avoir créé des œuvres importantes en Russie, fait appel à des dizaines d'entreprises italiennes et apporté le meilleur de l'excellence italienne dans les maisons de nombreuses personnes parmi les plus importantes et les plus influentes. C'est toutefois avec sérénité et confiance que j'ai déjà commencé à travailler personnellement avec le magistrat. Et je continuerai à le faire jusqu'à ce que ma situation soit totalement clarifiée". Les avocats de Cirillo ont déclaré en février 2022 que l'homme d'affaires était en mesure de fournir des documents et des témoignages prouvant que ses revenus avaient été perçus en dehors de l'Italie et n'auraient donc pas dû y être imposés. Dans une interview accordée à Libero en novembre 2022, Cirillo a déclaré : "J'ai commencé à travailler dans ce pays en 1993, je suis enregistré auprès d'AIRE depuis 2003 et je perçois même ma pension en Russie. La thèse de mon expatriation fictive, sur laquelle repose toute l'accusation, est un véritable paradoxe."

### Viticulture
En mai 2016, Cirillo a annoncé des plans pour la construction d'une cave à vin et d'un projet d'agrotourisme près d'Anapa. Depuis février de cette année, il était propriétaire à 50 % de la société Shumrinka LLC, basée à Anapa, comme le rapporte le Unified State Register of Legal Entities. Son partenaire en affaires était Alexander Kislitsyn, l'ancien directeur de Lukoil-Inform. L'activité principale de l'entreprise est la culture du raisin. Shumrinka dispose d'environ 400 hectares de terrain à proximité du village de Gai-Kodzor pour les vignobles et les infrastructures associées. Outre la viticulture, les partenaires souhaitaient également développer l'agrotourisme. Cirillo a déclaré qu'il prévoyait de créer "un petit village toscan" près d'Anapa.  
Selon Cirillo, l'entreprise souhaitait atteindre un volume de production d'un million de bouteilles par an d'ici 2021, en produisant 300.000 à 500.000 bouteilles des meilleures marques. Entre-temps, l'entreprise a augmenté sa production et a construit un nouvel entrepôt. Fin 2020, le domaine est devenu partenaire du vignoble Milstream dans le cadre du projet "Unique Russian Winemaking".
En 2021, les vins Schumrinka occupaient la 50e place du classement Forbes.

## Philanthropie
Lanfranco Cirillo vit entre Moscou et Dubaï et parcourt le monde pour entreprendre des projets caritatifs et des expéditions polaires. Après la maladie et le décès de sa fille Elisabetta, il a décidé de "faire quelque chose pour la prochaine génération".
Elisabetta Cirillo est décédée en 2019 à l'âge de 33 ans seulement, après une longue et grave maladie. Auteure et blogueuse de renom, elle racontait jour après jour sa vie et son combat contre le cancer. Dans ses articles, elle racontait les longues journées d'hospitalisation, les traitements, les espoirs et les craintes, les succès et les rechutes. Malgré sa maladie, elle a mené une vie active et cosmopolite entre la Nouvelle-Zélande, l'Afrique du Sud, New York et la Russie. Avant la fin de l'année 2019, elle s'est mariée.
Depuis, en mémoire de sa fille décédée, Lanfranco Cirillo s'engage pour la durabilité et la protection de l'environnement, des thèmes qui tenaient à cœur à sa fille. Il tente notamment d'emmener le pape au pôle Nord pour attirer l'attention sur la destruction de l'Arctique.
Cirillo s'engage dans une fondation internationale qui étudie le changement climatique dans les régions polaires de l'Arctique et de l'Antarctique. Pour ce faire, l'organisation collabore avec la base de Barneo, près du pôle Nord. Cirillo s'est également rendu en Afrique pour s'occuper du problème de la déforestation en Guinée, au nom d'une initiative.

## Domaines d’intérêt
Lanfranco Cirillo est un grand passionné de voile. En 2016, Cirillo a été nommé "Mécène de l'année" par Proyachting pour son soutien à l'équipe olympique russe de voile, et la fédération russe de voile a signalé qu'un projet de "développement global et de création d'un centre de voile à Guelendjik" était en préparation avec sa participation. Enfin et surtout, en tant que sponsor principal de l'équipe russe de la classe Finn, il a largement contribué à la préparation de l'équipe olympique de voile. Son équipe Fantastica a connu de grands succès ces dernières années dans la classe Melges 32 et a remporté le titre de champion du monde en 2013.
Dans une interview et un reportage vidéo diffusés par la chaîne de télévision Dozhd, Cirillo a déclaré être un sponsor du club nautique et soutenir l'Église orthodoxe russe, bien qu'il soit lui-même catholique. On a dit que Cirillo, catholique, soutenait l'Eglise russe en cas de besoin ; un tel soutien est également considéré comme un signe de réussite. En général, l'Italien donne l'impression d'un homme qui sait très bien comment fonctionne la vie en Russie.